# Good Men, Good Women
Pour plus de détails, voir Fiche technique et Distribution.
Good Men, Good Women (好男好女, Hǎonán hǎonǚ) est un film taïwanais réalisé par Hou Hsiao-hsien, sorti en 1995.

## Synopsis
Alors qu'elle est persécutée par un inconnu qui lui téléphone et lui faxe des pages de son journal intime, qu'il lui a dérobé, une jeune actrice finit par se confondre avec le personnage qu'elle interprète dans un film racontant l'histoire d'un couple qui prit part à la guérilla en Chine.

## Fiche technique
- Titre : Good Men, Good Women
- Titre original : 好男好女, Hǎonán hǎonǚ
- Réalisation : Hou Hsiao-hsien
- Scénario : Chiang Bi-yu, Chu Tien-wen et Lan Bo-chow
- Pays d'origine : Taïwan
- Format : Couleurs - 1,85:1 - Stéréo - 35 mm
- Genre : Drame
- Durée : 108 minutes
- Dates de sortie : 
  - France : 22 mai 1995 (Festival de Cannes 1995), 24 avril 1996 (sortie nationale)

## Distribution
- Annie Shizuka Inoh : Liang Ching / Chiang Bi-yu
- Lim Giong : Chung Hao-tung
- Jack Kao : Ah Wel
- King Jieh-wen : Ah Hsi
- Lan Bo-chow : Hsiao Dao-ying
- Lu Li-chin : Madame Hslao
- Tsai Chen-nan : Ah Nan
- Vicky Wei : sœur de Liang Ching

## Distinction
- Festival de Cannes 1995 : sélection en compétition